# دشمن مردم
دشمن مردم (به نروژی: En folkefiende) یکی از کارهای هنریک ایبسن، نویسنده نروژی، است که بیش از دیگر آثار او مورد توجه و بحث و گفتگو قرار گرفته‌است.

## نمایشنامه
قهرمان این نمایشنامه دکتر توماس استوکمان است که خصیصه‌های اخلاقی و عقاید او دربارهٔ مسائل اجتماعی، اخلاق و افکار خود نویسنده را به یاد می‌آورد. وی مأمور کنترل بهداشت حمام‌های عمومی است که برادرش پتر استوکمان، شهردار محل، در حال بر پا کردن آنهاست و از این جهت زندگی آسوده‌ای دارد. اما ناگهان پی می‌برد که آب حمام و شهر آلوده‌است و سلامت مردم شهر و مسافران آن را تهدید می‌کند. می‌خواهد مردم را به وسیلهٔ روزنامه از این حقیقت آگاه سازد، ولی گردانندگان امور شهر او را با نیرنگ از این کار بازمی‌دارند. دکتر استوکمان می‌کوشد در انجمنی که از مردم شهر فراهم کرده‌است، آن‌ها را از خطر آب‌های آلودهٔ شهر بر حذر دارد ولی از آن جا نیز محکوم و شکست خورده بیرون می‌آید و مردم به اتفاق آراء به او نام «دشمن مردم» می‌دهند و چنان عرصه را بر او تنگ می‌کنند که راهی جز جلای وطن ندارد. «دشمن مردم» تصمیم می‌گیرد مردم را با بدبختی‌هایشان رها کند و از شهر و دیار خویش برود. اما پس از واقعه‌ای بر آن می‌شود که در زادگاه خود بماند و به تنهایی پیکار کند، زیرا به عقیده او «قوی‌ترین مرد جهان کسی است که تنهاتر باشد».
در دشمن مردم دو برادر مقابل یکدیگر می‌ایستند. دکتر استوکمان که از حقیقت دفاع می‌کند و شهردار شهر برادرش که تکیه بر واقعیت دارد. اختلاف نظر آن‌ها دربارهٔ حمام‌های عمومی شهر است. حمامی که شهر کوچک آن‌ها را در قیاس با شهرهای اطراف منطقه در موقعیت ویژه‌ای قرار داده‌است که همین موضوع نوید درآمدزایی قابل توجهی را برای شهر و ساکنانش می‌دهد. این تضاد حاصل ساختار جدید اقتصادی عصر جدید است. ساختاری که سبب توسعه‌است، ولی هم‌زمان چیزهای ارزشمندی را نیز نابود می‌سازد. نقد لیبرالیسم یکی از مضامین دیگر این نمایشنامه است.

## ترجمه‌های فارسی
۱- ترجمهٔ امیرحسین آریان‌پور
به نظر می‌رسد کتاب «دشمن مردم» اولین بار در سال ۱۳۴۰ با ترجمه امیرحسین آریان‌پور منتشر شده باشد، بطوری که در آذر ماه ۱۳۴۰، در مجله فرهنگی ادبی سخن در قسمت «کتابهای تازه» شرحی کامل از این ترجمه به قلم ایرج پزشک‌نیا منتشر شده است. این ترجمه از روی دو ترجمه انگلیسی به قلم فارکوئرسن شارپ Sharp, R. Farquharson (Robert Farquharson) و ترجمه النور مارکس (دختر کارل مارکس) و مقابله با ترجمه آلمانی Wilhelm Lange انجام شده است. مستندات مندرج در سازمان اسناد و کتابخانه ملی جمهوری اسلامی ایران نشان می‌دهد این کتاب در سال ۱۳۳۸ توسط نشر اندیشه در تهران منتشر شده است.
۲- ترجمهٔ محمد علی جمالزاده
پس از چند ماه از انتشار ترجمه امیرحسین آریان‌پور، ترجمه محمد علی جمالزاده، با عنوان «دشمن ملت» توسط بنگاه ترجمه و نشر کتاب نیز منتشر شده است. محمد علی جمالزاده در نامه‌ای به تاریخ اول دی ماه ۱۳۴۰ از ژنو به امیرحسین آریان‌پور، که در مقدمه کتاب وی چاپ شده است، خاطرنشان کرده است که این ترجمه از روی ترجمه فرانسوی کتاب به قلم کونت موریتز پروزور (Count Moritz Prozor) ترجمه شده است. پروزور دوست و مترجم آثار ایبسن به فرانسوی بوده است. این کتاب در سالهای بعد توسط ناشران مختلف بازنشر شده است .
۳- ترجمهٔ اصغر رستگار
چاپ اول این ترجمه در سال ۱۳۷۸ با عنوان «دش‍م‍ن‌ م‍ردم‌ (درام‌ در پ‍ن‍ج‌ پ‍رده‌)» توسط انتشارات فردا و نمایش (مرکز هنرهای نمایشی اصفهان) منتشر شده است و در سال ۱۳۹۹ همراه با سه نمایشنامه دیگر از ایبسن با عنوان «چهار نمایشنامه از هنریک ایبسن: دشمن مردم، ستون‌های جامعه، مرغابی وحشی، یان گابری‌‌یل بورکمن» توسط انتشارات نگاه منتشر شده است.
۴- ترجمهٔ میرمجید عمرانی
چاپ اول این ترجمه در سال ۱۳۸۹ با عنوان «دشمن مردم» توسط انتشارات دنیای نو منتشر شده است و در سال ۱۴۰۰ به چاپ چهارم رسیده است
. این ترجمه برای نخستین بار از روی نسخه اصلی از زبان نروژی به فارسی ترجمه شده است. این ترجمه زیرنظر مرکز ایبسن شناسی دانشگاه اسلو ترجمه شده است  . میرمجید عمرانی در مقدمه‌ی کتاب، ترجمه‌های مختلف این کتاب را بررسی کرده است و انتخاب بهترین ترجمه از کتاب دشمن مردم را به عهده خواننده‌ها گذاشته است. ویراست دوم این ترجمه در سال ۱۳۹۷ توسط انتشارات مهراندیش بازنشر شده است .
۵- ترجمهٔ بهزاد قادری
چاپ اول این ترجمه در سال ۱۳۹۶ با عنوان «دشمن مردم: نمایشنامه در پنج پرده» توسط انتشارات بیدگل منتشر شده است. این ترجمه در سال ۱۴۰۰ به چاپ پنجم رسیده است.
۶- ترجمهٔ محمد مجلسی
این ترجمه از متن فرانسوی با عنوان "La Dame de la Mer. Un Ennemi du Peuple " به فارسی برگردانده شده است و در سال ۱۳۹۷ توسط نشر دنیای نو منتشر شده است. محمد مجلسی (۱۳۱۲-۱۳۹۹ خورشیدی) دارای دکتری حقوق از دانشگاه تهران و دکتری ادبیات از دانشگاه سوربن فرانسه بود، مترجم ۷۰ اثر مهم از فرانسوی به فارسی بوده است.
۷- ترجمهٔ سیامک علائی
این ترجمه از متن انگلیسی به فارسی با عنوان ‏‫«دش‍م‍ن‌ م‍ردم‌ (نمایشنامه‌ای‌ در پ‍ن‍ج‌ پ‍رده‌)» ترجمه شده و در سال ۱۳۸۸ توسط خود مترجم در یزد منتشر شده است.
۸- ترجمهٔ فرشته سادات جاوید حسینی
این ترجمه از روی متن انگلیسی با عنوان"An Enemy of thePeople" ‏‫به فارسی ترجمه شده و تحت عنوان «دش‍م‍ن‌ م‍ردم‌» توسط  انتشارات سرزمین اهورایی در سال ۱۳۹۸ منتشر شده است 